# Demián Bichir
Demián Bichir Nájera (spansk udtale: [demjan bitʃir naxeɾa]; født 1. august 1963) er en mexicansk-amerikansk skuespiller og et af medlemmerne af Bichir-familien.
Både hans forældre, Alejandro Bichir og Maricruz Nájera og hans brødre, Odiseo og Bruno Bichir er skuespillere. I 2012 blev Bichir nomineret til en Oscar for bedste mandlige hovedrolle for sin præstation i A Better Life. I 2013 havde han en af hovedrollerne i tv-serien The Bridge.

## Filmografi
- The Heat (2013)
- Alien: Covenant (2017)
- The Nun  (2018)
- The Midnight Sky (2020)